# Причитания

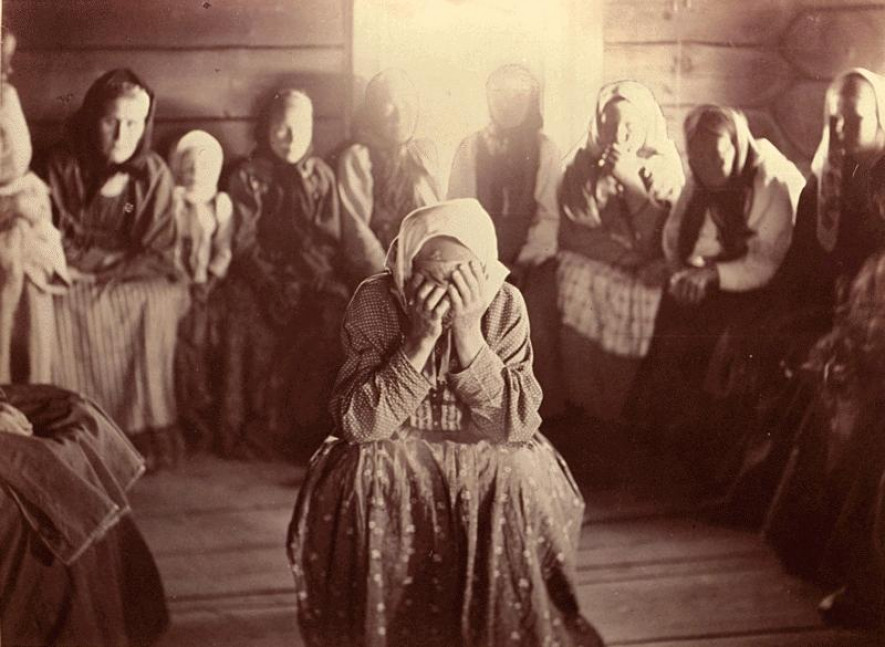
Мать плачет, сидя на сундуке с приданным дочери. Беломорская Карелия, 1894

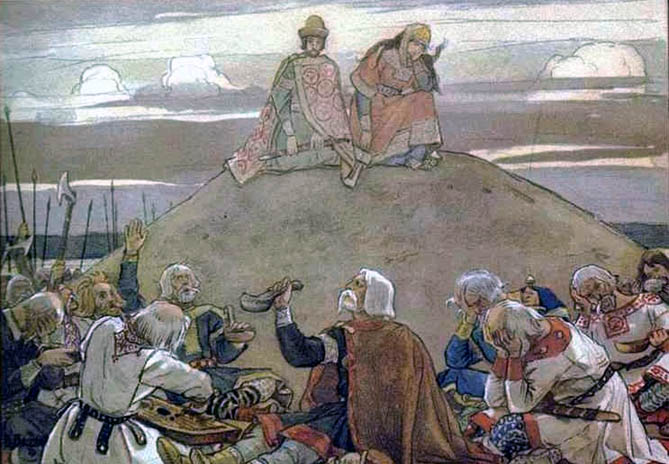
В. М. Васнецов. «Тризна по Олегу», 1899 год.

Причита́ние (при́чет, причёт, причеть, заплачка, плач, вой, вытье, вопли, голосьба, голоше́ние) — жанр обрядового фольклора, характерный для многих мировых культур. Причитания являются одним из древнейших видов народной поэзии, они существовали ещё в Древней Греции. Как правило, причитания имеют особую плачевую мелодику, в них выражается горе исполнительницы по поводу какого-то конкретного события (смерти близкого человека, войны, стихийного бедствия и т. д.). В большинстве культур причитания исполнялись только женщинами, хотя у некоторых народов (курды, сербы) существовали специфические мужские плачи. Выделяют похоронно-поминальные, рекрутские, свадебные причитания.

## «Плачевая культура»

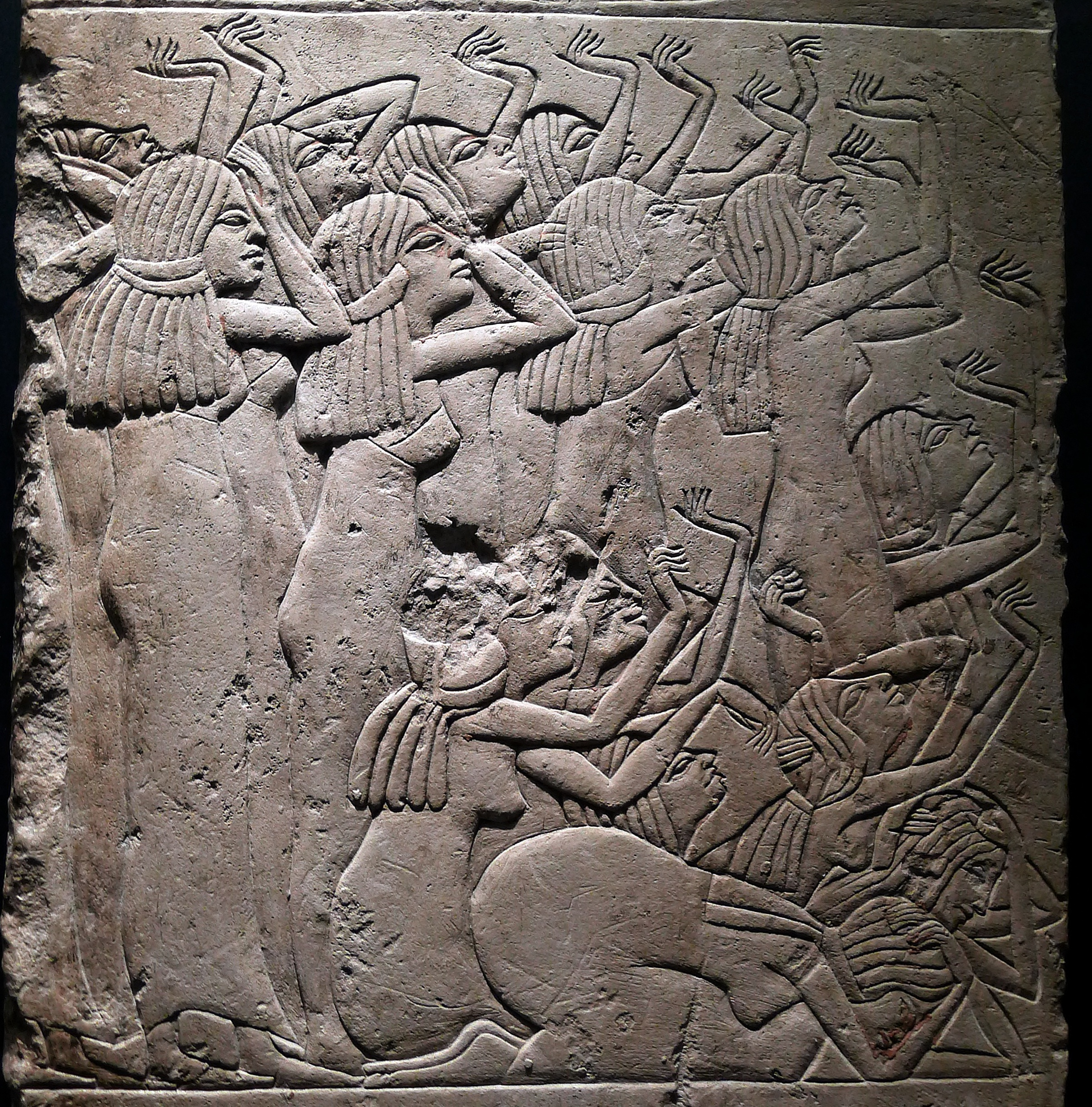
Плакальщицы. Древнеегипетский рельеф, ок. 1330 года до н.э.

В русской народной традиции причитания образуют обширную область «плачевой культуры» (Т. А. Бернштам), генетически соотнесённую с обрядами перехода. Основным контекстом причитаний является похоронный обряд, которым заданы основные параметры жанра и, прежде всего, его поэтическая и звуковая символика — важнейшее свойство причитаний в том, что они хорошо слышны миру мёртвых. С этой точки зрения «исполнение причитаний в других обрядах и ритуализованных ситуациях всегда является в известной мере ссылкой на похороны» (Байбурин 1985, с. 65).
В народной культуре действовали устойчивые запреты и установления, регламентирующие исполнение причитаний над умершим. Один из главнейших — временно́й: считалось, что причитать можно только в светлое время суток. Также ограничивался чрезмерный плач по умершим, так как безутешные рыдания «затапливают» покойников на «том» свете. Было запрещено исполнение причитаний детьми и незамужними девушками (за исключением дочери покойного).
Важной особенностью причитаний является импровизационность. Причитания исполняются всегда по-разному, причём в данном случае речь идёт не об обычном для традиционной культуры варьировании устойчивого текста. Каждое причитание складывается одномоментно в процессе совершения обряда. Хотя плакальщица активно использует «общие места», характерные для местной традиции причетов, каждый порождаемый ею плач уникален. Обрядовый контекст похоронных плачей обусловил специфический характер их поэтического языка. Причитания должны были одновременно выражать высокую степень эмоционального напряжения (безутешное горе, накал скорбных чувств), иметь характерный облик спонтанного речевого акта и удовлетворять жестоким обрядовым регламентациям.

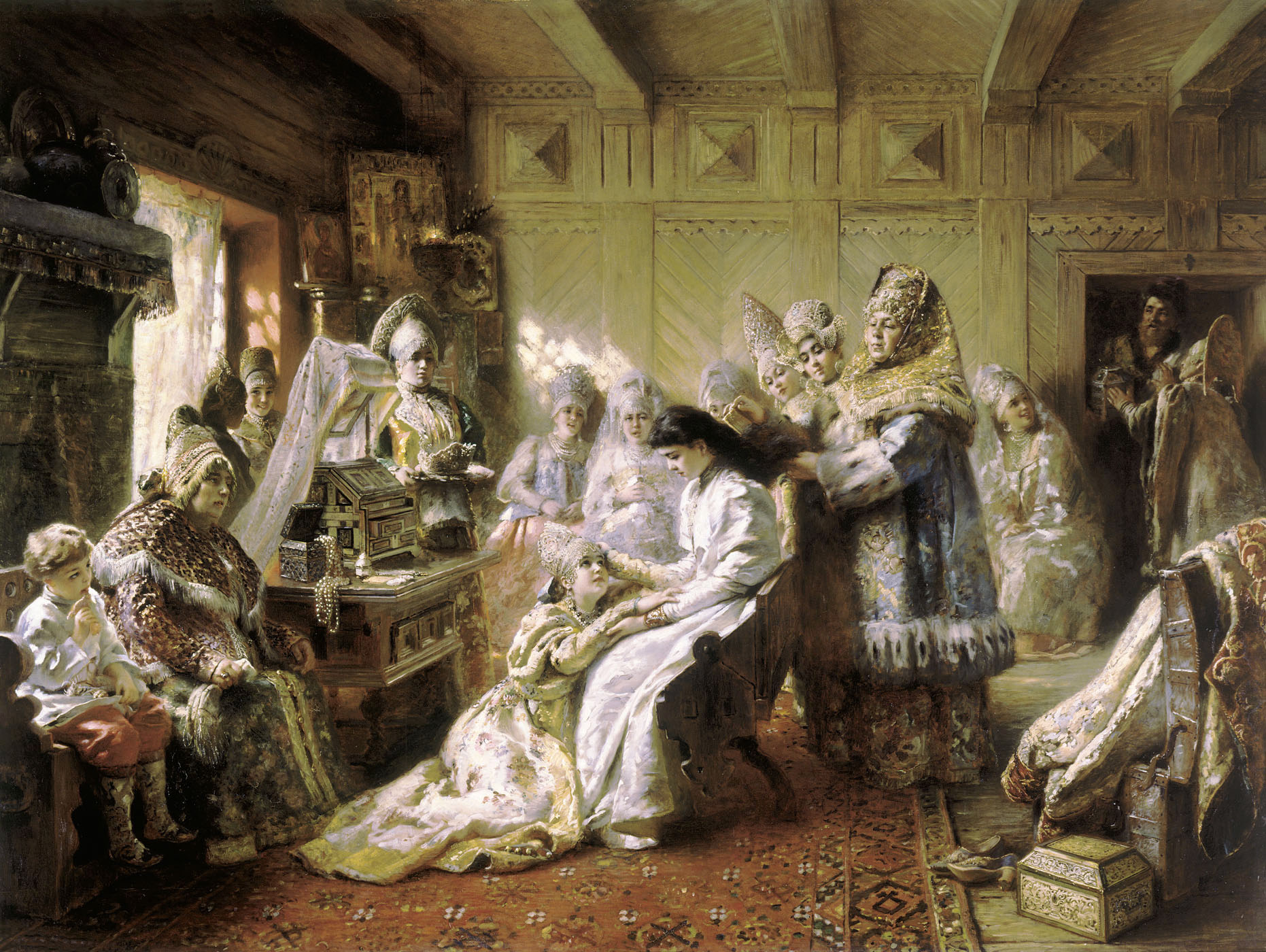
«Под венец». К.Е. Маковский, 1884 год.

Причитания принято классифицировать по функциональному принципу на три основных категории:
- похоронно-поминальные,
- свадебные,
- рекрутские.

Отдельно выделяют так называемые бытовые внеобрядовые причитания, которые могли слагать женщины в тяжёлых ситуациях (например, после пожара, во время тяжёлой работы). Чаще всего в культуре встречаются похоронные и бытовые причитания. Свадебные причитания встречаются только на тех территориях, где плачевая традиция особенно развита (например, на Русском Севере и у финно-угорских народов — ёйги). По своему поэтическому строю и системе образов похоронно-поминальные и свадебные причитания значительно отличаются друг от друга. В свадебных причитаниях невеста не только выражает свои переживания по поводу окончания «вольной» девичьей жизни, но и исполняет определённую обрядовую роль, в результате чего её плачи отличаются большей долей условности, чем похоронные. Напротив, похоронные и рекрутские причитания очень близки друг другу, как по напевам, так и по системе поэтических формул. Это объясняется тем, что уходящий в армию рекрут на долгие годы выпадает из крестьянского социума, так что разлука родных с ним осмысляется как «похороны при жизни».
В центральной и южной России причитания имели лирический характер и были невелики по объёму, они исполнялись речитативом. Северные причитания исполнялись напевно, протяжно и отличались своей эпичностью.